# Barysaŭ
Barysaŭ (bjeloruski: Барысаў), u literaturi na hrvatskom često i kao Borisov ruski: Борисов) – grad u Bjelorusiji, kroz koji protječe rijeka Berezina.

## Povijest
Barysaŭ se prvi put spominje 1102. godine. Tijekom sljedećih nekoliko stoljeća bio je spaljen nekoliko puta, a zatim obnovljen malo južnije od svoje izvorne lokacije.
Krajem 13. stoljeća postao je dio Velike kneževine Litve. Godine 1569., nakon Lublinske unije postao je dio poljsko-litavske državne tvorevine, a zatim je postao dio Ruskog Carstva 1793., kao rezultat Druge podjele Poljske.
Godine 1812., Napoleonove trupe poražene su prilikom prelaska rijeke Berezine. Topovi iz tog vremena čuvaju se u muzeju. Na uspomenu na te događaje, u gradu se održava festival.
Željeznička pruga između Bresta i Moskve prošlo je kraj Barysaŭa 1871. U studenom 1917. postaje dio Sovjetskog Saveza, ali je okupiran od strane Njemačke, a zatim od Poljske od 1918. do 1920., nakon čega je osnovana Bjeloruska Sovjetska Socijalistička Republika.
Tijekom Drugog svjetskog rata, Barysaŭ je okupirala nacistička Njemačka od 2. srpnja 1941. do 1. srpnja 1944., a većina grada bila je uništena. Više od 33 000 ljudi poginulo je u šest logora smrti, koji su bili oko grada.

## Gospodarstvo
Nakon Drugog svjetskog rata, Barysaŭ je postao veliki industrijski centar. Godine 2002., na području grada bila je 41 velika tvornica. Željeznica je važna arterija gospodarstva. 
Najveći tvornice su: BATE (automobilski dijelovi), AGU (auto-hidraulika), farmaceutska postrojenja i tvornica turbokompresora.
Grad se danas dijeli na stari i novi dio, koje dijeli rijeka Berezina. Većina stanovnika živi u stanovima, dok su obiteljske kuće rjeđe. 

## Nogomet
U gradu djeluje nogometni klub BATE, koji je u posljednjem desetljeću jedan od najuspješnijih bjeloruskih nogometnih klubova, više puta prvak Bjelorusije. Nastupao je nekoliko puta u Ligi prvaka kao prvi i jedini bjeloruski klub do sada.